# 明石工業高等專門學校
明石工業高等專門學校（National Institute of Technology, Akashi College），簡稱明石高專，是一所位於日本兵庫縣的高等專門學校。

## 沿革
- 1962年，創校，為國立高專1期校。設有機械工學、電氣工學、土木工學三個學科。
- 1966年，設立建築學科。
- 1994年，土木工學科改組為都市系統工學科。
- 1996年，設置專攻科。
- 1999年，電氣工學科改組為電氣情報工學科。
- 2004年，法人化。

## 教學組織

### 本科（副學士課程）
- 機械工學科
- 電氣情報工學科
  - 情報課程
  - 電氣電子課程
- 都市系統工學科
- 建築學科

### 專攻科（學士課程）
- 機械電子系統工學專攻
- 建築都市系統工學專攻

## 對外關係
明石高專和放送大學學園設有學分互換協定，於放送大學取得的學分能被列入畢業學分之中。

## 交通資訊
搭乘鐵路：
- 於JR西日本魚住車站下車，徒步約7分。
- 於山陽魚住車站下車，徒步約12分。

## 外部連結
- 明石工業高等專門學校 （页面存档备份，存于）